# Thiện Phiến
Thiện Phiến là một xã thuộc huyện Tiên Lữ, tỉnh Hưng Yên, Việt Nam.

## Địa lý
Xã Thiện Phiến nằm ở bờ bắc của sông Luộc, có vị trí địa lý:
- Phía đông và đông bắc giáp xã Hải Triều
- Phía tây giáp xã Thủ Sỹ
- Phía nam giáp tỉnh Thái Bình ranh giới là sông Luộc
- Phía bắc giáp xã An Viên.

Xã Thiện Phiến có diện tích 4,78 km², dân số năm 2019 là 6.885 người, mật độ dân số đạt 1.440 người/km².
Phía nam của Thiện Phiến có Quốc lộ 39A chạy qua.
Tên gọi Thiện Phiến đã được đặt cho một giống táo ngon, "Táo Thiện Phiến" của miền Bắc Việt Nam.

## Hành chính
Xã Thiện Phiến được chia thành 4 thôn: Diệt Pháp, Toàn Tiến, Lam Sơn, Tân Khai.

## Lịch sử
Trước đây, Thiện Phiến là một xã thuộc huyện Phù Tiên.
Ngày 6 tháng 11 năm 1996, Quốc hội ban hành Nghị quyết  về việc chia tỉnh Hải Hưng thành 2 tỉnh Hải Dương và Hưng Yên và xã Thiện Phiến thuộc huyện Phù Tiên, tỉnh Hưng Yên.
Ngày 24 tháng 2 năm 1997, Chính phủ ban hành Nghị định 17-CP về việc chuyển xã Thiện Phiến thuộc huyện Phù Tiên về huyện Tiên Lữ mới tái lập quản lý.

## Danh nhân
Đào Công Soạn.